# Legemoglobina reduttasi
La legemoglobina reduttasi è un enzima appartenente alla classe delle ossidoreduttasi, che catalizza la seguente reazione:
NAD(P)H + H+ + 2 ferrilegemoglobina ⇄ NAD(P)+ + 2 ferrolegemoglobina
Questo tipo di enzima è usato dalla leg-emoglobina per apportare energia (ATP) durante il processo di nitrogenasi da parte di batteri Rhizobium.